# 马塞尔·科拉亚
马塞尔·科拉亚（捷克語：Marcel Kolaja，1980年6月29日—）是一名捷克软件工程师、活动家和捷克海盗党政治家，自2019年选举以来担任欧洲议会议员和欧洲议会副主席。他和另外三位欧洲海盗党议员是绿党/欧洲自由联盟议会集团的成员。
他的政治议程主要关注欧盟在世界市场上的技术竞争力，企业在欧盟游说以及企业避税、数字权利、审查制度、环境保护和消费者保护。 作为活动家，他还推动了自由软件和版权改革。

## 政治生涯
马塞尔·科拉亚从2003年起成为欧盟反对引入软件专利立法的活动家，并于2010年加入捷克海盗党。2011年3月至11月，科拉亚担任海盗党国际（PPI）联合主席。
科拉亚是2014年欧洲议会选举中捷克海盗党的第二位候选人，但没有当选。科拉亚曾在红帽捷克担任技术产品经理，该公司是红帽公司的研发部门，该公司于2019年7月9日成为IBM的子公司。

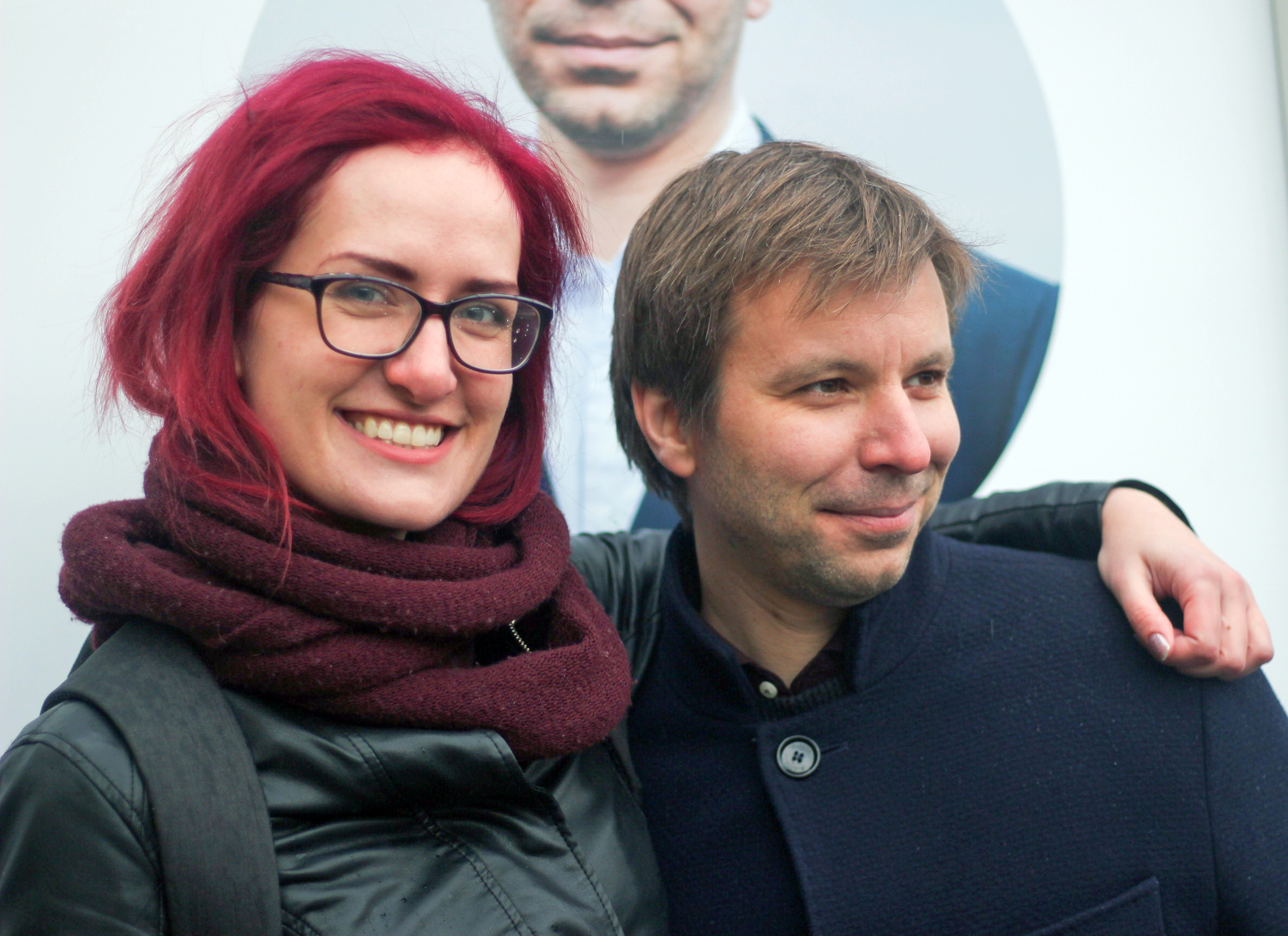
2019年欧洲议会选举期间的科拉亚和马克塔·格列哥罗娃

科拉亚是捷克海盗党在2019年欧洲议会选举的主要候选人，他与马克塔·格列哥罗娃和米库拉什·佩克萨一起当选为欧洲议会议员。他的政治议程侧重于数字权利和防止日益严重的互联网审查；环境保护如逐步淘汰化石燃料和尽量减少废物污染；消费者保护，解决欧盟在世界市场上的技术竞争力问题，限制企业在欧盟的游说活动。他的首要任务之一是解决跨国公司通过避税港离岸利润获利的避税问题。
2019年6月，科拉亚与其他三位欧洲海盗党议员一起加入了欧洲议会的绿党/欧洲自由联盟党团。7月3日，他被选为欧洲议会14位副主席之一。科拉亚作为欧洲议会主席团成员，担任信息及通信技术创新战略工作组副主席和欧洲议会内部市场和消费者保护委员会成员。